# Esta soledad
"Esta soledad" es una canción de pop latino escrita por Kany García para su primer álbum de estudio Cualquier Día . Fue lanzado como cuarto sencillo del álbum en mayo de 2008. La canción se utiliza como tema principal de la telenovela mexicana, Todo por Amor.  La canción fue interpretada en vivo en los Premios Grammy Latinos 2008. En 2012, Kany volvió a grabar "Esta Soledad" e hizo un dueto con Dani Martín como parte de su tercer álbum " Kany García ".

## Video musical
El video musical de "Esta Soledad" fue rodado en Buenos Aires, Argentina .  El video comienza con Kany parado frente a un banco mientras la gente en la parte de atrás, en cámara lenta y hacia adelante caminan. Las escenas muestran a Kany tocando la guitarra en su cama. Otros muestran a Kany y su interés amoroso en un parque grabando con una cámara doméstica. Más tarde, se ve a Kany en un bar. Se ve a Kany parado en medio de pájaros volando y las calles mientras pasan los autos. El video termina con Kany mirando a la cámara con el cabello rebobinado y cayendo hacia su rostro.
El video musical fue filmado en diversos escenarios naturales de Buenos Aires, Argentina, y captura, con novedosos efectos especiales, la atmósfera humana y melancólica de Kany.  El video fue dirigido por Claudio Diavela quien ha trabajado con artistas internacionales como Alejandro Fernández, Chayanne y Diego Torres .

## Lista de canciones
1. "Esta Soledad": 3:12 (album version)

## Actuaciones gráficas
"Esta Soledad" debutó fuerte en las listas de Billboard . Debutó en el puesto 15 en Billboard Latin Pop Airplay y en la segunda semana saltó al puesto 10. En Billboard Hot Latin Songs, debutó en el puesto 44 y saltó más de 14 espacios para llegar al puesto 30 la semana siguiente. Hasta ahora ha alcanzado el puesto 21 en Billboard Latin Songs y el puesto 6 en Billboard Latin Pop Airplay. La canción se ha convertido en un éxito Top 5 en las radios latinas contemporáneas de Estados Unidos. La canción fue la canción más agregada en la radio de pop latino en Estados Unidos durante tres semanas consecutivas.

## Listas
| Singles - (en todo el mundo) | Singles - (en todo el mundo)                               | Singles - (en todo el mundo) | Singles - (en todo el mundo) |
| Año                          | Cuadro                                                     | Posición                     |                              |
| ---------------------------- | ---------------------------------------------------------- | ---------------------------- | ---------------------------- |
| 2008                         | Canciones latinas populares de la cartelera estadounidense | 21                           |                              |
| 2008                         | Cartelera estadounidense Airplay de pop latino             | 6                            |                              |

### Lista de fin de año
| Gráfico de fin de año | Gráfico de fin de año                                          | Gráfico de fin de año |
| Año                   | Lista                                                          | Posición              |
| --------------------- | -------------------------------------------------------------- | --------------------- |
| 2008                  | Billboard Latin Pop Airplay de EE. UU. (Gráfico de fin de año) | 38                    |